# غانشیام داس بیرلا
غانشیام داس بیرلا (انگلیسی: G. D. Birla؛ ۱۰ آوریل ۱۸۹۴ – ۱۱ ژوئن ۱۹۸۳) سیاستمدار و کارآفرین بود، که در سال ۱۹۱۰ شرکت بیرلا را تأسیس کرد.